# Милутин Бојић
Милутин Бојић (Београд, 19. мај 1892 — Солун, 8. новембар 1917) био је српски песник, драмски писац, књижевни критичар, позоришни рецензент и српски војник у Првом светском рату.

## Биографија
Рођен је 1892. године у Београду, у породици која се доселила из Босне непосредно пре Првог српског устанка. Отац Јован био је по професији занатлија а доселио се пре брака са породицом из Земуна у Београд. Бојић је био занатлија и трговац, чак једно време и поседник мале мануфактуре ципела. Његов брат Драгољуб био је професор геологије, а братанац Мирко Бојић новинар. Породица Бојић је живела у Хиландарској улици број 24 (на самом улазу данашње Палилуле) где су имали пространо имање.
Године 1904. Бојић прати свечане догађаје који су обележили ту годину, прославу стогодишњице Првог српског устанка и крунисање краља Петра Карађорђевића, када приређује прву југословенску изложбу слика и скулптура.
Похађао је Основну школу „Вук Караџић” у Београду (тада се звала „Палилулска школа”).
Као ученик „Реалке” прву песму је објавио у београдском часопису „Дело”. Године 1910. завршава средњу школу са одличним успехом и бива ослобођен испита зрелости.
Ушао је у рат као студент филозофије истрошеног здравља. Мобилисан је као обвезник из чиновничког реда. Радио је као писар у Министарству унутрашњих дела Краљевине Србије.
Милутин Бојић је учесник балканских ратова 1912. и 1913. године, као и Првог светског рата. Он путује у крајеве ослобођене старе Србије и пише путописе, белешке, рецензије, приказе и историјску драму „Краљева јесен“ о којој се веома позитивно изразио Јован Скерлић.
По објави рата Милутин Бојић отишао је у Ниш, где је при Врховној команди обављао дужност цензора. Приликом одступања преко Албаније налазио се у саставу једне телеграфске јединице са специјалним задатком. По доласку на Крф једно време је провео у Обавештајној служби Врховне команди, да би нешто касније био прекомандован за Солун. Драму „Урошева женидба” коју је пренео преко Албаније и 1915. године је штампао на Крфу (изведена 1923), а збирку песама „Песме бола и поноса” објавио је у Солуну. Из ове збирке је и песма „Плава гробница”, посвећена страдању српских ратника. И сам песник лично је гледао како савезнички бродови одвозе гомиле лешева које уз звуке војничких труба спуштају у море. Године 1916. у Драчу пише песму „Сингидунум” посвећену вољеном родном граду.
Као сведок масовног умирања на острву Виду, он је написао своју најупечатљивију песму Плава гробница, која представља својеврсну творевину Бојићевог надахнућа. Преласком у Солун стигао је да објави збирку песама под насловом Песме бола и поноса. У овој збирци се налазе 34 песме које је написао на Крфу и Солуну, за собом остављајући незаборавне стихове у једном трагичном делу српске историје. У Солуну је августа 1917. године избио велики пожар који је уништио половину вароши. Приликом овог пожара до темеља је изгорела и штампарија Акварионе у којој је била штампана његова збирка Песме бола и поноса.
Дана 8. новембра 1917. године Милутин Бојић је преминуо после дугог и тешког боловања од милијарне туберкулозе у Солуну у болници „Престолонаследник Александар“. Сахрањен је на војном гробљу на Зејтинлику. Опроштајни говор на сахрани је читао књижевник Иво Ћипико. Крајем лета 1922. године пренесени су посмртни остаци Милутина Бојића у Београд, где је сахрањен у породичној гробници на Новом гробљу (парцела 29, гробница 39, трећег реда).
Иако је живео само 25 година, оставио је траг у српској књижевности. У свом кратком животу ипак је стигао да опева патње и страдања српског народа кроз трагично повлачење преко Албаније и на такав начин овековечио је језиву визију плаве гробнице код острва Вида – острва смрти. Повлачење војске и народа преко Албаније Бојић је описао у чланку „Србија у повлачењу“.
По њему се зову Библиотека „Милутин Бојић”, Награда Милутин Бојић и ОШ „Милутин Бојић” Поткозарје.

## Дела

### Збирке песама
- Песме (1914)[14]
- Каин:поема у три дела, спев (1915)
- Песме бола и поноса (1917)[15]

### Драме
- Ланци (1910)[16][17]
- Краљева јесен (1913)[17][18]
- Госпођа Олга (1913-1914, прво извођење 1979)[17][19][20]
- Урошева женидба (1915)[17][21]
- Плава гробница (1916)

## Галерија
- Фотографија Милутина Бојића
- Милутин Бојић и Станислав Винавер
- Милутин Бојић и сликар Никола Бешевић у Риму, 1916. године
- Спомен-соба Милутина Бојића у Библиотеци „Милутин Бојић”
- Спомен-соба Милутина Бојића у Библиотеци „Милутин Бојић”
- Петар Лубарда – Плава гробница (сећање на Милутина Бојића)
- Бојићева књига „Афекти” у његовој заоставштини у музеју Адлигата
- Надгробна биста на Бојићевом гробу на Новом гробљу у Београду